# 오이겐 슈미트
오이겐 슈탈 슈미트(덴마크어: Eugen Stahl Schmidt, 1862년 2월 17일 ~ 1931년 10월 7일)는 덴마크의 육상 선수이자 사격 선수였다. 그는 아테네에서 열린 1896년 하계 올림픽과 파리에서 열린 1900년 하계 올림픽에 참가했다.
1896년에 참가한 군사소총 종목에서는 845점을 기록해서 스피리돈 스타이스와 함께 공동 12위에 올랐다. 슈미트는 40발 중 12발을 명중시켰다.
육상 100m 종목에도 참가했으나 조예선에서 4위를 기록, 결승 진출에 실패했다.
1900년 하계 올림픽에서는 덴마크/스웨덴의 혼성팀 선수로 줄다리기에 참가해서 금메달을 목에 걸었다.